# Havdrup
Havdrup är en ort på Själland i Danmark.   Den ligger i Solrøds kommun och Region Själland, i den östra delen av landet, 30 km sydväst om Köpenhamn. Havdrup ligger 23 meter över havet och antalet invånare är 4 186.
Havdrup har en järnvägsstation på järnvägen Lille Syd mellan Roskilde och Køge.